# 薩波霍韋
50°48′12″N 25°27′8″E / 50.80333°N 25.45222°E
薩波霍韋（烏克蘭語：Сапогове），是烏克蘭西部沃倫州的村落，隸屬盧茨克區盧茨克市鎮，位於盧茨克市東北方，始建於1570年，面積0.33平方公里，海拔高度209米，2001年人口195，人口密度每平方公里589.12人。